# Александр (Милеант)
Епископ Александр (в миру Александр Васильевич Милеант; 22 июля 1938, Одесса — 12 сентября 2005, Ла Каньяда, Калифорния) — епископ Русской православной церкви заграницей, епископ Буэнос-Айресский и Южно-Американский, православный богослов, миссионер, духовный писатель, апологет. Сторонник сближения с Московским Патриархатом.
Епископ Александр известен издававшимися с 1985 года многочисленными миссионерскими листками. С 1985 по 2005 годы его миссионерских публикаций было напечатано свыше 763 брошюр, 300 из которых — на русском языке, 192 — на английском, 168 — на испанском и 103 — на португальском.

## Биография

### Ранние годы
Родился в 1938 году в Одессе в семье военных. Отец был из дворян.
В 1941 году его отец Василий Милеант пропал без вести на фронте, семья эмигрировала на Запад. Проживал сначала в Праге, затем в Риме. Его семья во время нахождения в Риме получала материальную и юридическую помощь от римо-католического учреждения «Руссикум», руководимого иезуитами. Много лет спустя, уже в Буэнос-Айресе, он рассказывал, как его бабушка предупреждала о необходимости стойко сохранять свое Православие, несмотря ни на какие влияния.
В 1948 году переехал с семьёй в Аргентину в Буэнос-Айрес. Александр окончил электротехническую школу, затем Буэнос-Айресский университет, работал чертёжником электромашин.
С раннего возраста, ещё в Европе, прислуживал архиепископу Пантелеимону, затем Афанасию. У архиепископа Афанасия была большая богословская библиотека. Желая читать жития святых в оригинале, Александр сначала изучил ново-греческий, а потом древнегреческий язык.
В конце 1963 года поступил в Свято-Троицкую духовную семинарию в Джорданвилле (США).
В 1966 году рукоположён в диакона архиепископом Аверкием (Таушевым).
В 1967 году окончил семинарию со степенью бакалавра богословия.

### Священник
В 1967 году, Великим постом, митрополитом Филаретом (Вознесенским) рукоположён в священника, направлен в Покровский приход в Лос-Анджелесе, где Александр был настоятелем 31 год. Проводил службы на английском и церковнославянском языках. Приход был также домом для церковной школы на 110 учащихся.
По воспоминаниям прихожанина покровского храма А. В. Шмелёва

Отца Александра любили за доброту и уважали за ум. Он прекрасно владел многими языками, и хотя мы, как дети, только смутно себе представляли его научную работу, все знали, что он талантливый учёный.
Как преподавателя я его больше помню по старшим классам <…> Помню, что о. Александр всегда сохранял кротость и добродушие, несмотря на то, что дети порою доводили его, как и других преподавателей, до крайнего напряжения.
В храме о. Александр служил превосходно. Проповеди его были всегда хорошо составлены, с ярко выраженной мыслью, которая не терялась в потоке слов. Особенно проникновенно он читал слово Иоанна Златоустого на Пасхальной заутрене: «Смерть, где твое жало?» Он умел хорошо и убедительно говорить, причем слова он подбирал без труда. Это умение беседовать в сочетании с всегда приветливой улыбкой располагало к нему прихожан и собеседников.

В 1971—1985 годах организовывал паломнические поездки молодёжи по святым местам Греции и Палестины.
В 1978 году окончил Калифорнийский университет со степенью бакалавра по электронике. В 1983 году окончил Университет Южной Калифорнии со специализацией инженера по коммуникации с космическими кораблями и кодировке. По данной специальности работал инженером в одном из отделений НАСА.
С 1985 года начал издавать православные религиозные брошюры под названием «Миссионерские листки» на четырёх языках — по-русски, по-английски, по-испански и по-португальски. С 1990 года огромное количество «Миссионерских листков» посылалось в страны бывшего СССР.
Великим постом 1995 года протоиерей Александр был пострижен в мантию в Свято-Троицком монастыре с именем Александр в честь священномученика Александра (Петровского), архиепископа Харьковского (до этого он носил имя в честь Александра Невского).

### Епископ
28 мая 1998 года в Синодальном соборе Знамения Божией Матери хиротонисан во епископа Буэнос-Айресского и Южно-Американского. Хиротонию совершили архиепископ Западно-Американский и Сан-Францисский Антоний (Медведев), архиепископ Сиракузский и Троицкий Лавр (Шкурла), епископ Симферопольский и Крымский Агафангел (Пашковский), епископ Бостонский Митрофан (Зноско) и епископ Манхэттенский Гавриил (Чемодаков).
После хиротонии прибыл в Аргентину на праздник Троицы после нескольких лет отсутствия в Южной Америке правящего архиерея, чтобы принять участие в праздновании 100-летия основания Свято-Троицкого собора в Буэнос-Айресе. Не смог переехать на постоянное жительство в Буэнос-Айрес, ибо продолжал работать инженером в ожидании выхода на пенсию. Он приезжал по несколько раз в год в Буэнос-Айрес, а также объезжал и всю огромную территорию Южноамериканской епархии.
По воспоминаниям Сергея Таубе: «Его позиция сразу вызвала у консервативно настроенных членов РПЦЗ сомнение. Он прямо и гласно заявлял о своем признании РПЦ МП „Матерью-Церковью“, признавал все ее Таинства, что для многих прихожан РПЦЗ, воспитанных в старом духе и не понявших, что в права вступила „новая политика“, было очень соблазнительно. О. Александра критиковали и даже не принимали, называли „агентом Москвы“. <…> Надо сказать, что его архиерейство было сложным для него. В епархии люди были существенно консервативнее, да и с РПЦ МП встречались реже. Живы были ещё традиции И. Солоневича, издавалась консервативно-монархическая газета „Наша страна“. На моих глазах в маленьком приходе в Бразилии прихожане, узнав, что приезжает епископ, старались в храме не показываться. Контакт с паствой не получился. <…> Его удивительный миссионерский талант остался славной страницей прошлого».
В марте 2000 года епископ Александр созвал в Буэнос-Айресе расширенное епархиальное собрание священников и представителей от мирян из всех стран Южной Америки.
Последние годы жизни был болен раком, проживал в Калифорнии. Бывал в своей епархии лишь наездами, но часто обращался к ней с посланиями, активно используя современные способы коммуникации.
Активно выступал за сближение Русской зарубежной церкви с Московским патриархатом. Два таких обращения, датированные осенью 2004 года, были посвящены теме сближения Русской зарубежной церкви с Московским патриархатом, к которому, как писал владыка, его побуждает «желание духовного единства с нашим народом в Отечестве». В посланиях говорилось о происходящем духовном преображении России, о Русской православной церкви, в которой «обильно дышит благодать Божия».

Я лично считаю, что пока разговоры о полном соединении с Московским Патриархатом несвоевременны. В сложившейся ситуации наша Зарубежная Церковь должна сохранить свою административную самостоятельность и полную бескомпромиссность в принципиальных вопросах. Разговоры должны сосредоточиться в области сближения между нашими Церквами, прекращения какой-либо вражды и установления евхаристического общения. Это не только желательно, но и необходимо.

Будет грешно с нашей стороны игнорировать тот невиданный духовный подъём, то повсеместное возрождение, которые сейчас наблюдается в России. Еще хуже будет активно противиться духовному сближению между двумя ветвями некогда единой Русской Церкви и настаивать на продолжении войны до последней капли крови. Такое враждебное отношение совершенно не оправдано ещё потому, что на каждом богослужении мы молимся о соединении святых Божиих церквей. С кем же, спрашивается, нам сближаться и сотрудничать, как не со своими братьями по крови и по вере?!— Послание от 2 августа 2004 года
В октябре 2004 года настолько занемог, что не смог сопровождать митрополита Лавра, прибывшего в Южноамериканскую епархию, и вместо Южной Америки он направился в Сан-Франциско, где у раки с мощами святителя Иоанна (Максимовича) приступил к таинству соборования. Состояние его здоровья так и не улучшилось. День своего тезоименитства в феврале 2005 года он провёл в молитве в своей больничной палате в Лос-Анджелесе.
За несколько месяцев до смерти составил письменное распоряжение, согласно которому его отпевание должно быть совершено в Свято-Троицкой церкви в городе Окснарде недалеко от Лос-Анджелеса

### Смерть и погребение
Скончался в ночь с 12 сентября 2005 года в 23:46 на 68-м году жизни в Ла Каньяда, штат Калифорния, США после продолжительной болезни.
15 сентября чин облачения усопшего совершили благочинный 3-го округа Сан-Францисской и Западно-Американской епархии протоиерей Александр Лебедев, протоиерей Георгий Петренко, иерей Петр Шашков и иерей Алексей Чумаков при протодиаконах Георгии Григорьеве и Андрее Коробкове.
16 сентября иерей Алексей Чумаков совершил заупокойную Божественную литургию. В конце богослужения иерей Алексей Чумаков произнёс надгробное слово, в котором отметил духовные качества владыки Александра—его смирение, незлобие и кротость. В тот же день клирики, говорящие по-испански, совершили на испанском языке полную панихиду по чинопоследованию, изданному епископом Александром. В тот де день Архиепископ Сан-Францисский и Западно-Американский Кирилл, который возглавил отпевание, совершенное по священническому чину.
В воскресенье 18 сентября гроб с телом был доставлен в Свято-Троицкий монастырь в Джорданвилле, а на следующий день Митрополит Лавр совершил панихиду в сослужении епископов Манхеттенского Гавриила (Чемодакова), Кливлендского Петра (Лукьянова) и сонма духовенства, прибывшего дать последнее целование владыке Александру.
По окончании панихиды митрополит Лавр совершил погребение епископа Александра на братском кладбище Свято-Троицкого монастыря в Джорданвилле.

## Идеи и позиция
Был сторонником проведения богослужений на русском языке (вместо церковнославянского). По словам протоиерея Николая Балашова: «переводил богослужебные тексты на русский язык и не чужд был мысли о том, что и богослужение можно совершать по-русски. Знаю об этом, потому что состоял с ним в переписке еще задолго до начала движения к нашему воссоединению. Он мне прислал целый ящик своих переводов».

## Сочинения
книги
- У порога геенны огненной : Православ. учение о злых духах и о Божием суде над ними : [По материалам миссионер. листков Храма Покрова Пресвятой Богородицы, Лос-Анджелес, США / Под ред. протоиерея А. Милеанта]. — СПб. : Сатисъ, 1997. — 52 с. — ISBN 5-7868-0010-5.
  - У порога геенны огненной : Правосл. учение о злых духах и о суде Божием над ними / [Сост. еп. Александр]. — [Москва] : Срет. монастырь, 2000. — 94 с.
- На пороге жизни и смерти : Православ. точка зрения на свидетельства людей, переживших клинич. смерть. — СПб. : Сатись, 1997. — 46 с. — ISBN 5-7868-0014-8
- Таинство брака: Богом благословенный союз / [Сост. еп. Александр]. — [Москва]: Сретен. монастырь, 2000. — 62 с.
- Апокалипсис: Руководство к изучению Откровения апостола Иоанна Богослова. — СПб. : Сатисъ, 2000. — 47 с. — ISBN 5-7868-0087-3
- Любовь — царица добродетелей. — СПб.: Лита, 2000.
  - Любовь — царица добродетелей: избранное. — Москва: Образ, 2006. — 158 с.
- Исследуйте Писания…: К познанию Библии (Ветхий и Новый Завет). — М. : Рус. Хронографъ, 2002. — 383 с. — ISBN 5-85134-024-X
  - Исследуйте Писания…: К познанию Библии (Ветхий и Новый Завет). — М. : Рус. Хронографъ, 2004. — 383 с. — ISBN 5-85134-024-X — 6000
- Избранные жития святых: Январь-декабрь / [Сост. архиеп. Пермским и Соликамским Афанасием ; По материалам протоиерея Александра Милеанта]. — СПб. : Сатисъ : Держава, 2003. — 316 с. — (Чтение христианина). — ISBN 5-7373-0104-4
- Жизнь после смерти. — М. : Развитие духовности, культуры и науки, 2005. — 60 с.
- Любовь — царица добродетелей: избранное. — Москва : Образ, 2006. — 158 с.
- Религиозное воспитание детей. Одесса, 2009.
- Тайны веры. Апологетические заметки. — Москва : Бриз : Лепта Книга, 2009. — 398 с. — (Религиозно-философская серия; Вып. 20). — ISBN 978-5-91173-081-9
- Что такое Библия? : история создания, краткое содержание и толкование Св. Писания. — [Изд. 2-е]. — Москва : Даръ, 2008. — 525 с. — (Азы православия). — ISBN 978-5-485-00166-7
  - Что такое Библия : история создания, краткое содержание и толкование Св. Писания / еп. Александр (Милеант). — [3-е изд.]. — Москва : Даръ, 2009. — 525 с. — (Серия «Азы православия»). — ISBN 978-5-485-00201-5
  - Что такое Библия? : история создания, краткое содержание и толкование Св. Писания / [епископ Александр (Милеант)]. — Изд. 4-е. — Москва : Даръ, [2009]. — 525 с.; 17 см. — (Азы Православия : серия). — ISBN 978-5-485-00284-8
  - Что такое Библия? : история создания, краткое содержание и толкование Святого Писания / епископ Буэнос-Айресский и Южно-Американский Александр (Милеант). — Изд. 5-е. — Москва : Даръ, 2013. — 525 с. — ISBN 978-5-485-00422-4
- Orthodox Christianity (англ.). — CreateSpace Independent Publishing Platform, 2016. — 492 p. — ISBN 978-1523314997.

статьи
- Честование архиепископа Лавра // «Православная Русь». — 1987 — № 16. — С. 4
- Слово владыки Александра при наречении во епископа Буэнос-Айресского и Южно-Американского // Наша Страна, № 2495—2496, 6 июня 1998
- прот. Лев Лебедев и архим. Александр Милеант «О самом главном»
- «Сущность Христианства» (1996)
- «На пороге жизни и смерти»
- «Соблазн оккультизма» (1996)
- «Заповеди Божии — Моральные основы жизни» (1996)
- «Единый Бог в Троице поклоняемый» (1996)
- «Основы Православной Веры» (1998)
- «Пресвятая Дева Мария, Заступница усердная рода христианского» (1998)
- «Aнгелы — благовестники воли Божией» (1998)
- «Праздник Святой Троицы — день сошествия Святого Духа на Апостолов» (1998)
- «Вера, ключ к сокровищнице Божией» (1999)
- «Господь Иисус Христос Спаситель Мира» (1999)
- «Значение и Сила Крестных Страданий Спасителя» (1999)
- «Соработники у Бога. О священстве и церковной иерархии» (1999)
- «Царство Божие — где искать его?» (1999)
- «Слава Богу за всё! О благодарности Богу» (1999)
- «Христианское учение о конце мира и будущей жизни» (1999)
- «Любовь царица добродетелей» (1999)
- «Правила Благочестивой жизни».
- «Мысли о Царствии Божием или о Церкви» (1999)
- «Воскресение Христово. Победа над смертью» (2000)
- «Религиозное воспитание детей» (2000)
- Послание к Южно-Американской пастве (2004)
- Преосвященный Епископ Александр (Милеант) обратился с посланием к клиру и пастве2-е августа, 2004 г.
- «Я верю, что время и благодать Божия исцелят Русскую Церковь от язв, нанесенных ей безбожной властью». (послание к клиру и пастве) (2004)